# Tomàs Misser Vilaseca
Tomàs "Tomi" Misser Vilaseca (Llinars del Vallès, 30 de setembre de 1974), és un ciclista català, especialitzat en el ciclisme de muntanya, concretament en el descens. Ha aconseguit un Campionat d'Europa d'aquesta especialitat i catorze d'Espanya entre molts altres triomfs.
El seu germà Pau també s'ha dedicat al ciclisme de muntanya.

## Palmarès en ciclisme de muntanya
- 1991
  - 2n al Campionat del món júnior en Descens
- 1992
  - 2n al Campionat del món júnior en Descens
  -  Campió d'Europa júnior en Descens
- 1996
  -  Campió d'Europa en Descens
  - 3r a la Copa del món en Descens
- 1997
  - 3r a la Copa del món en Descens
- 2009
  -  Campió del món en Descens (Màsters 35)

## Palmarès en ciclocròs
- 2013-2014
  - 1r al Gran Premi Les Franqueses
- 2014-2015
  - 1r al Gran Premi Les Franqueses